# Pèlerinage de Jérusalem

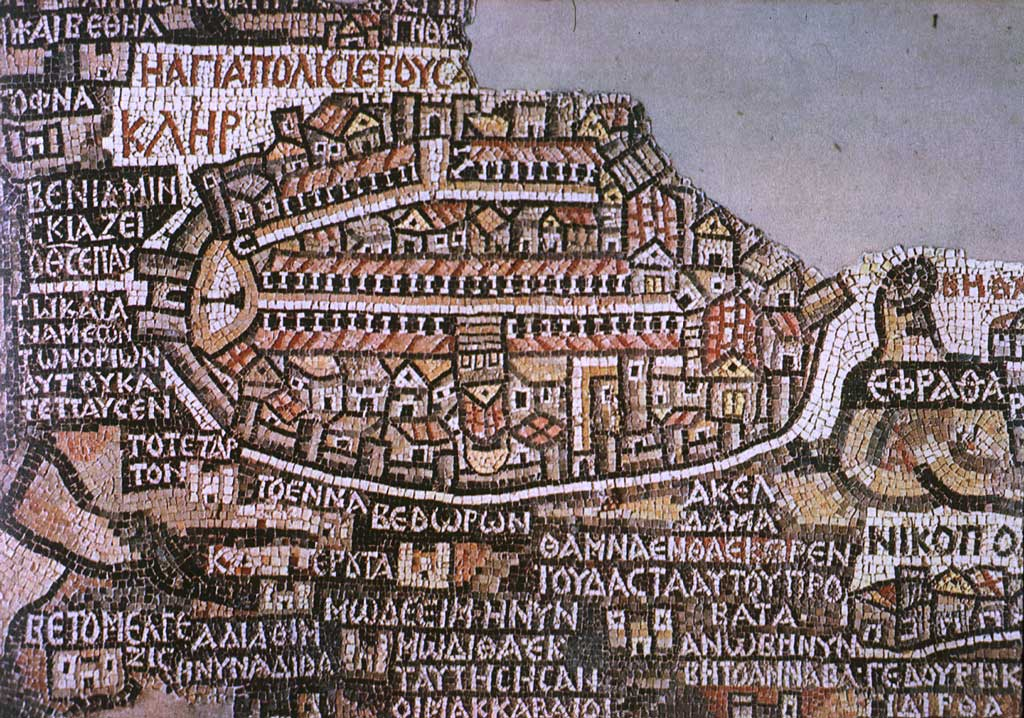
Jérusalem au VIe s. sur la carte de Madaba

Le pèlerinage de Jérusalem est l'un des principaux pèlerinages juif, chrétien et musulman, qui s'inscrit dans l'Antiquité et draine 80 % du 1,9 million de touristes en Israël en ce début du XXIe siècle.

## Antiquité
La Bible hébraïque / l'Ancien Testament institue l'usage des fêtes de pèlerinages (Shalosh Regalim) pour Pessa'h (fête de la Libération), Chavouot (fête de la Moisson et du don de la Loi) et Soukkot (fête des Cabanes) en se rendant à Jérusalem. 
Elles sont pratiquées jusqu'à la chute du Temple de Jérusalem, en 70 de l'ère chrétienne, lors de la prise de la ville par les Romains sur les Juifs de Judée, entraînant la destruction quasi complète de Jérusalem par l'empereur Titus.

### Sources
Livre de l'Exode :
23:14-17 : Trois fois par année, tu célébreras des fêtes en Mon honneur. (...)
Trois fois par année, tous les mâles se présenteront devant le Seigneur, l'Éternel.

34:18-23 : (...) Trois fois par an, tous les mâles se présenteront devant le Seigneur, l'Éternel, Dieu d'Israël.
Livre du Deutéronome :
16:16 : Trois fois par année, tous les mâles d'entre vous se présenteront devant l'Éternel, ton Dieu (...)
Tant qu'ils l'ont pu, les Juifs se rendaient à Jérusalem trois fois par an, pour ces jours saints. L'Évangile de Jean (2, 13 et 5,1) fait état des pèlerinages de Jésus à Jérusalem pour la Pâque juive (Pessa'h) et Luc, dans Actes des Apôtres, indique : « Or, il y avait, séjournant à Jérusalem, des Juifs, des hommes pieux venus de toutes les nations qui sont sous le ciel... », à l'occasion du pèlerinage pour la fête de Chavouot (Pentecôte),. 
Après la destruction du Second Temple et l'exil forcé d'un grand nombre d'entre eux, le pèlerinage cesse de facto d'être une obligation, et ne se tient plus à une échelle nationale. Durant les offices synagogaux, les passages relatifs à la fête observée sont lus à haute voix dans un Sefer Torah sur la bima (« autel »), et en marquent le point crucial. 
L’usage chrétien de se rendre en pèlerinage sur les lieux mêmes de la vie terrestre du Christ remonte à Méliton de Sardes qui se rend en Palestine durant la deuxième moitié du IIe siècle (vers 160) et dont le voyage a pour but spécifique la recherche sur le canon des Écritures saintes. 
Bien que les Juifs soient interdits de séjour dans leur ville, une communauté juive se réinstalle dans la ville dès le IIIe siècle.

## Pèlerinage chrétien

### Époque byzantine
Hélène, la mère de l'empereur Constantin, visite Jérusalem de 325 à 327 pour y identifier les lieux saints et les restes de la Vraie Croix. L'église du Saint-Sépulcre est érigée. Différents aménagements lancent la christianisation de Jérusalem et son pèlerinage chrétien,. 
En 333, le pèlerin de Bordeaux témoigne que, chaque année, les Juifs se rendent en pèlerinage sur le mont du Temple pour s'y lamenter. Il ajoute notamment que l'eau de la fontaine de Siloé s'arrête de couler durant le Shabbath.
Le Voyage d'Égérie est un des plus anciens guides de pèlerinage en Terre sainte, et un des seuls écrits de la main d'une femme, en 380, qui nous soit parvenu de cette époque. En même temps, du point de vue de sa description de la liturgie de Jérusalem, c'est un des plus complets. Égérie affirme notamment qu'« on ne jeûne ici absolument aucun samedi de toute l'année », ce qui - avec le propos de l'anonyme de Bordeaux - indique qu'il y a encore au IVe siècle un « enchâssement des traditions juive, romaine et chrétienne ».
Au IVe siècle, Jérôme de Stridon se retire à Bethléem où il traduit la Bible en latin ; il indique que l’« on accourt [à Jérusalem] de toutes les parties de l’univers ; la cité est remplie de toutes les races d’hommes ». En 438, l'impératrice byzantine Eudocie permet que des Juifs puissent à nouveau vivre - un temps - à Jérusalem et en 451, le patriarcat de Jérusalem est créé.
On possède comparativement plus de guides de pèlerinage en latin qu'en grec ou en arménien. Il existe une traduction française de ces guides (de P. Maraval), mais l'ouvrage d'étude et de référence est de (en)J. D. Wilkinson, Jerusalem Pilgrims before the Crusades, Jérusalem, 1977.

### Moyen Âge
Des guides chrétiens de pèlerinage sont diffusés ; ainsi au VIe siècle, celui de l'archidiacre Theodosius (Abrégé de Jérusalem) orientera durablement la perception chrétienne.

#### Guide du pèlerinage

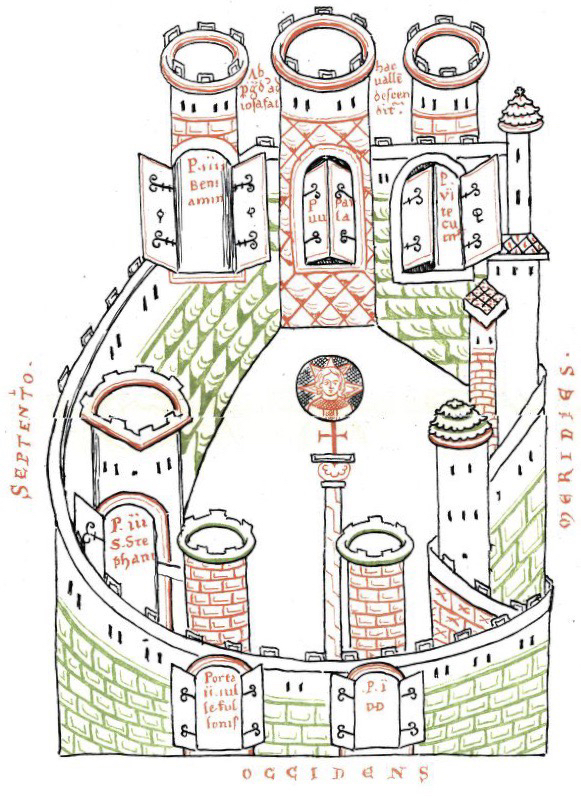
Carte des lieux saints chrétiens de Jérusalem (vers 680)

Dans les premiers siècles des pèlerinages, quand le pèlerin veut aller en Terre sainte, il doit obtenir le consentement de ses proches et la permission de son évêque ; on s’enquiert de sa vie et de ses mœurs, on examine si un vain désir de voir les contrées éloignées ne l’entraîne pas vers les lieux saints. Cette enquête est plus rigoureuse lorsqu’il s’agit d’un religieux ; on veut éviter que le pèlerinage ne soit un prétexte pour rentrer dans la « vie du monde ». Quand toutes ces informations sont prises, le pèlerin reçoit de la main de l’évêque, à la messe paroissiale, le bourdon et la panetière[réf. souhaitée].
Le pèlerin reçoit aussi la bénédiction ; une sorte de passeport adressé à tous les monastères, aux prêtres, aux fidèles, leur recommandant le pèlerin, qui doit partir sans retard, sous peine d’être traité de relaps et de parjure envers Dieu ; l’évêque seul qui a lié peut délier dans des cas rares et d’une extrême gravité.[réf. souhaitée]
Au jour indiqué pour le départ, les parents, les amis, les âmes pieuses, accompagnent le pèlerin à une certaine distance de la ville ; là, il reçoit la bénédiction et se met en marche. Durant sa route, le pèlerin est exempt de tout péage ; il trouve l’hospitalité dans les châteaux sur sa route, et c'est une sorte de félonie de la lui refuser ; il doit être traité comme le chapelain et manger à sa table, à moins que, par humilité, il n’aime mieux l’isolement et la retraite. Dans les villes, il s’adresse à l’évêque, qui l’accueille, et dans les couvents, au prieur ou à l’abbé. On lit dans les Devoirs de Chevaliers, l’obligation, pour tous les hommes qui portent les armes, de défendre le pèlerin, assimilé aux enfants et aux veuves ; s’il tombe malade, les hospices lui sont ouverts, ainsi que l’infirmerie des monastères ; on prend soin de lui comme d’un être privilégié.[réf. souhaitée]
Lorsque le pèlerin s’embarque, les prix de son passage sont extrêmement modiques, et les statuts de certaines villes, telles que Marseille, par exemple, le dispensent de toute rétribution quand il monte sur les navires de la cité. Il en est de même à son retour. Arrivé à sa ville natale, on le reçoit processionnellement ; il dépose sur l’autel de la paroisse la palme de Jéricho. Les pèlerins de Jérusalem sont ainsi appelés « Paumiers » en raison de la coutume de rapporter cette palme.
Toutes les classes de la société fournissent des pèlerins : princes, prélats, chevaliers, prêtres, nobles et vilains. L’espoir de se sanctifier par le pèlerinage est général. 

#### Conquêtes et croisades

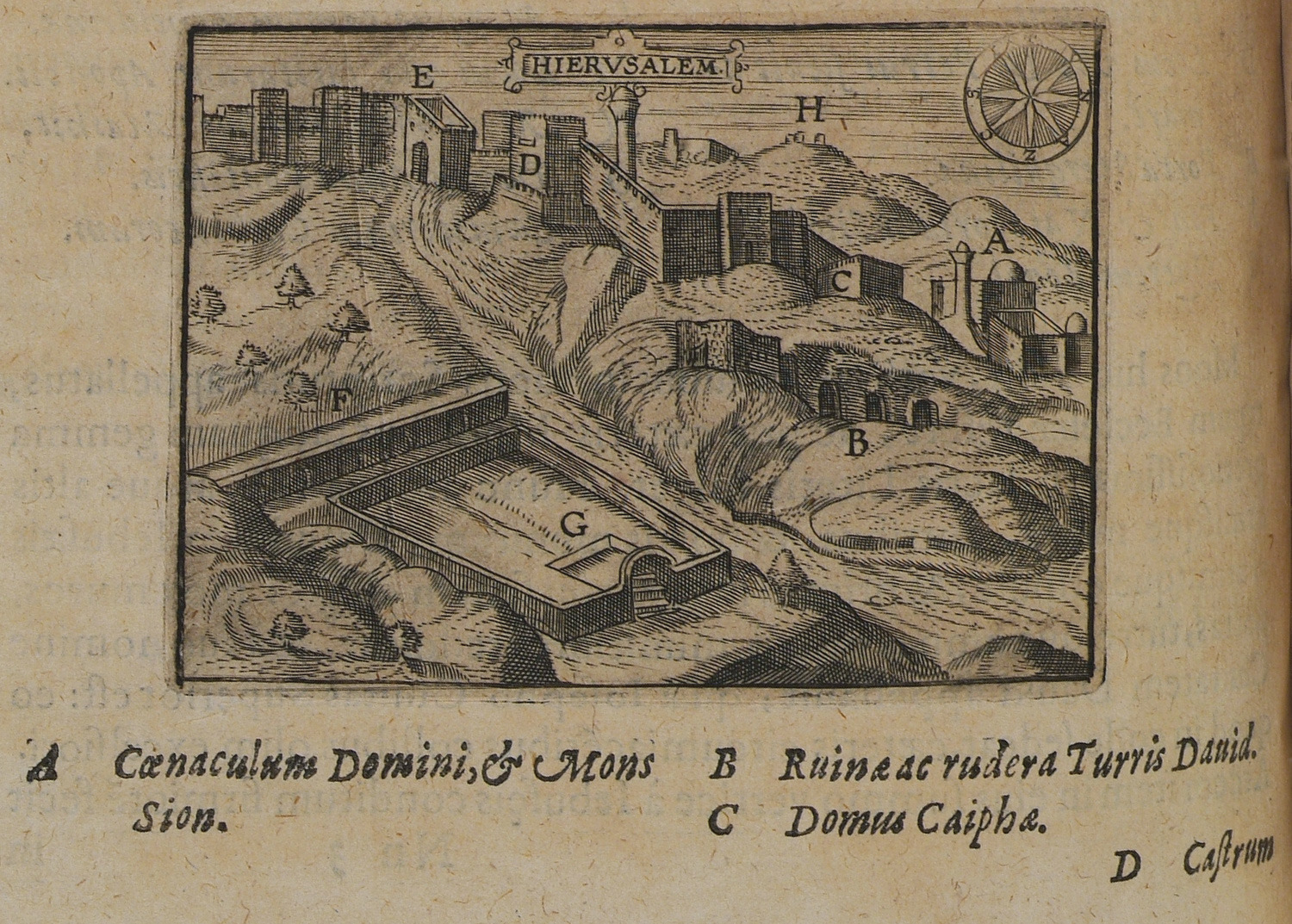
Plan de localisation à Jérusalem par Johannes van Cootwijck dans Itinerarium Hierosolymitanum et Syriacum (1619)

La conquête de la Palestine par les Perses à partir de 614, où Schahr-Barâz vainc les Byzantins, ralentit le flot des pèlerins. Les Perses sassanides (614-629) s'emparent de Jérusalem. De nombreuses églises de la ville sont détruites,,, une partie de la population chrétienne est massacrée ou s'exile, la ville se dépeuple. Les Juifs sont chassés ou persécutés.
La ville est reprise par les Byzantins en 629 sous Héraclius et la relique de la Vraie Croix retourne triomphalement à Jérusalem en 630.
Jérusalem est conquise par les Arabes entre 635 et 638. Les musulmans y érigent une première mosquée sur le mont du Temple, soit à l'emplacement de l'ancien Temple d'Hérode, là où se situe l'actuelle mosquée al-Aqsa. Peu de temps après, est construite une synagogue près de l'emplacement de l'ancien Temple de Jérusalem. 
En 661, Muʿawiya se fait proclamer calife à Jérusalem, devenant ainsi le premier calife omeyyade.
Les Arabes érigent ensuite sur l'ancienne esplanade du Temple le dôme du Rocher, sous Abd Al-Malik (687-691). Puis Al-Walid construit une mosquée sur l'emplacement de l'actuelle mosquée al-Aqsa (vers 705-715). Hâroun ar-Rachîd garantit à Charlemagne la protection des lieux saints, ce qui permet le développement du pèlerinage.
En 1009, le calife Al-Hakim détruit l'église du Saint-Sépulcre construite sous Constantin. Cependant, les pèlerinages chrétiens continuent, bien qu'ils ne soient plus protégés par l'autorité contre les pillards occasionnels.
En 1054, par exemple, Lutbert, 31e évêque de Cambrai, part pour la Terre sainte, suivi de plus de 3 000 pèlerins des provinces de Picardie et de Flandre. Quelques années plus tard, 7 000 chrétiens parmi lesquels on compte l’archevêque de Mayence, les évêques de Ratisbonne, de Bamberg, d’Utrecht partent ensemble des bords du Rhin pour se rendre en Palestine. Le grand pèlerinage allemand de 1064-1065 voit affluer entre 7 000 et 12 000 pèlerins.
Vers la fin du XIe siècle, plusieurs chefs musulmans attaquent et conquièrent, tour à tour, Jérusalem.
Entre 1073 et 1078, c’est au tour des Turcs de s'emparer de Jérusalem. À partir de 1078, les Seldjoukides refusent pendant les deux décennies suivantes - contrairement à leurs prédécesseurs - le passage des pèlerins chrétiens à Jérusalem. En réaction, le pape Urbain II lance la première croisade, en 1095, ayant pour but de « délivrer » le Saint-Sépulcre, tombé aux mains des « Infidèles ». En 1099, la prise de la ville sainte par les croisés entraîne le massacre de la population. Les Juifs qui avaient participé à la défense de la ville se réfugient dans la synagogue qui est incendiée. La ville devient la capitale du royaume de Jérusalem aussi appelé « royaume franc de Jérusalem ». Désormais, les musulmans et les Juifs sont interdits d'établissement à Jérusalem tant que dure la domination des croisés sur la ville. 
Entre 1095 et 1270, on compte en général huit croisades durant lesquelles les chrétiens occidentaux tentent de « gagner leur salut ». En effet, on ne distingue pas alors clairement le pèlerinage de la croisade mais les historiens contemporains considèrent que ces expéditions pèlerines sont plutôt guerrières.

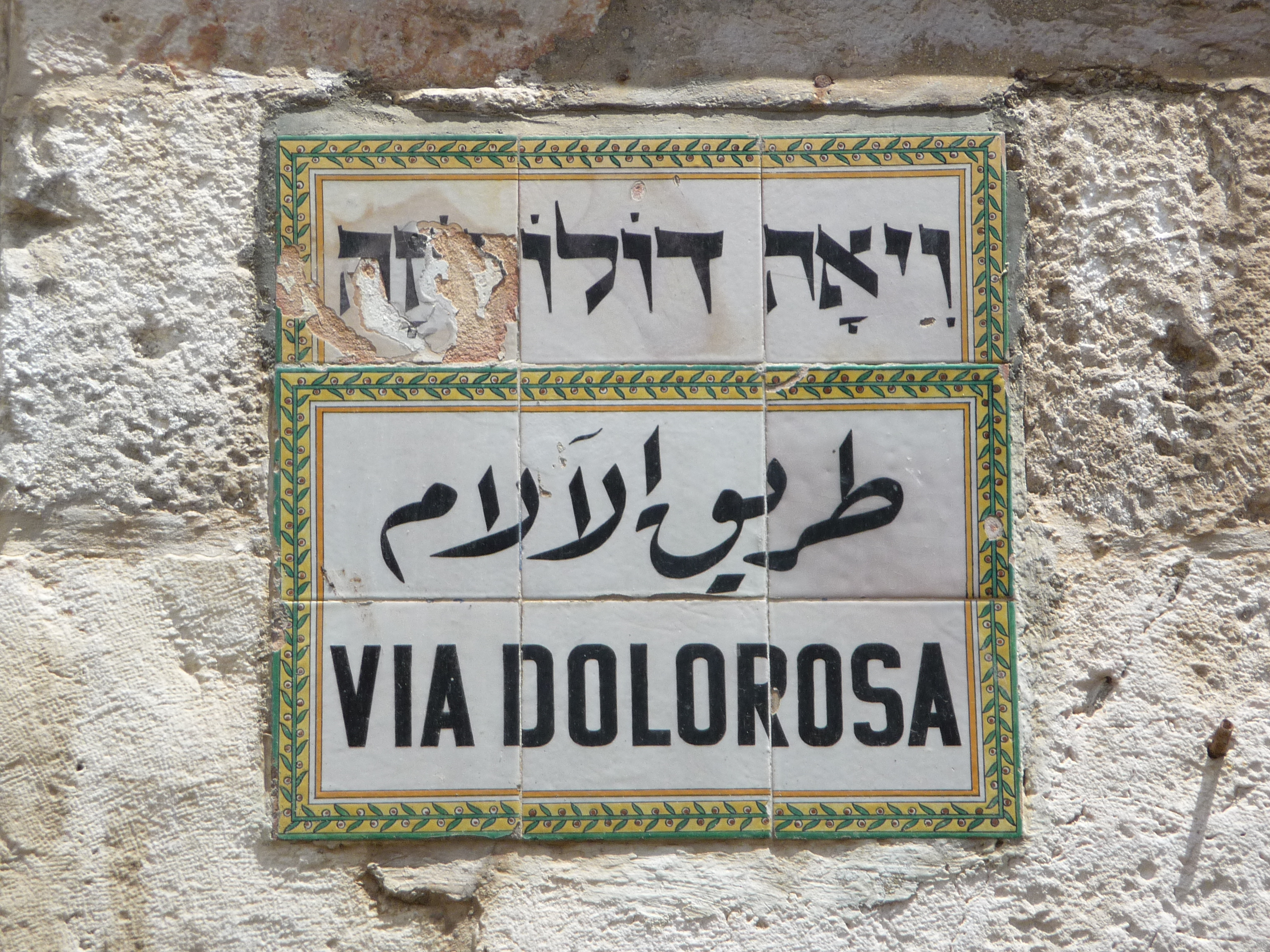
Rue du chemin de Jésus vers la crucifixion.

Les Francs agrandissent et transforment considérablement le Saint-Sépulcre. Ils reconnaissent la mosquée Al-Aqsa comme le templum Solomonis qui est donné en 1119 ou 1120 aux « pauvres chevaliers du Christ » ; le dôme du Rocher est désigné comme le temple d'Hérode et est alors surmonté d'une croix, orné à l'intérieur d'images pieuses (interdites dans l'islam). À cette époque, est également désigné le chemin qu'aurait suivi Jésus pour monter au Calvaire, dit Via Dolorosa. Le palais et les bâtiments royaux sont établis autour de la tour de David et de l’actuel quartier arménien. Jérusalem étant dépeuplée après les massacres ou l'exil des musulmans et des Juifs, le roi chrétien de Jérusalem fait appel vers 1115 à des colons syriens chrétiens pour la repeupler et en assurer la défense. 

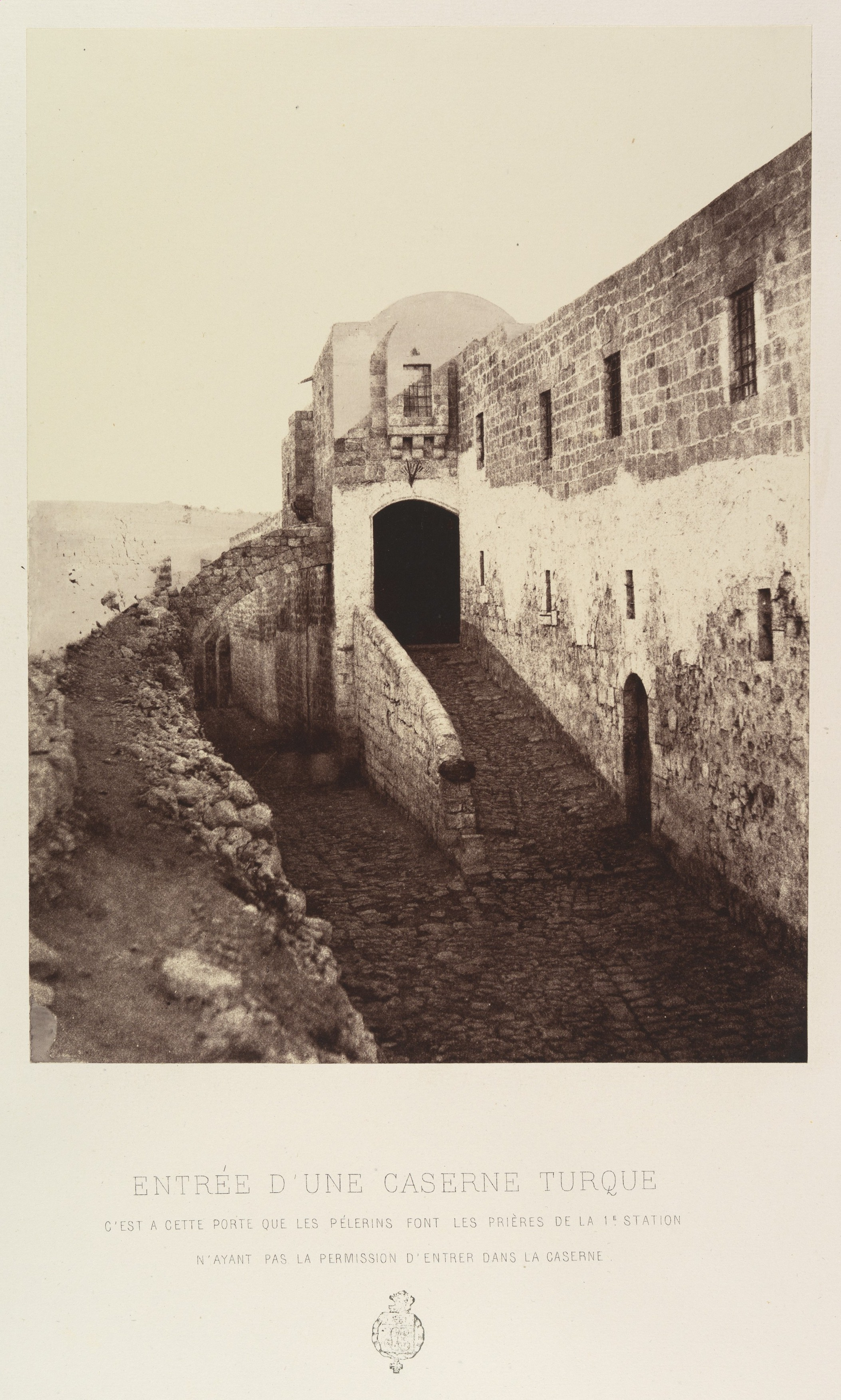
« Entrée d'une caserne turque. C'est à cette porte que les pèlerins font les prières de la 1e Station n'ayant pas la permission d'entrer dans la caserne » (après 1860)

Les pèlerinages donnent une nouvelle prospérité à Jérusalem au milieu du XIIe siècle et justifient la construction ou l'agrandissement de plusieurs édifices dont l'hôpital de l'ordre des Hospitaliers de Saint-Jean de Jérusalem.
Un pèlerinage conduisant vers Rome et la Terre Sainte, le Leiðarvísir, est documenté vers 1155 par le moine islandais Nikulás de Munkaþverá. Parti d'Islande, il rejoint Jérusalem en passant par la Norvège, le Danemark, l'Allemagne et la Suisse, où il rejoint l'itinéraire de Sigeric à Vevey. Il poursuit ensuite sa route vers Brindisi où il embarque pour la Grèce, la Turquie et Jérusalem.
En 1291, les Mamelouks s'emparent de Jérusalem et ne font guère preuve de tolérance envers les non-musulmans. Cette période se prolonge jusqu’en 1517, laissant ensuite place à la domination ottomane qui durera quatre cent ans. 

### Époque moderne

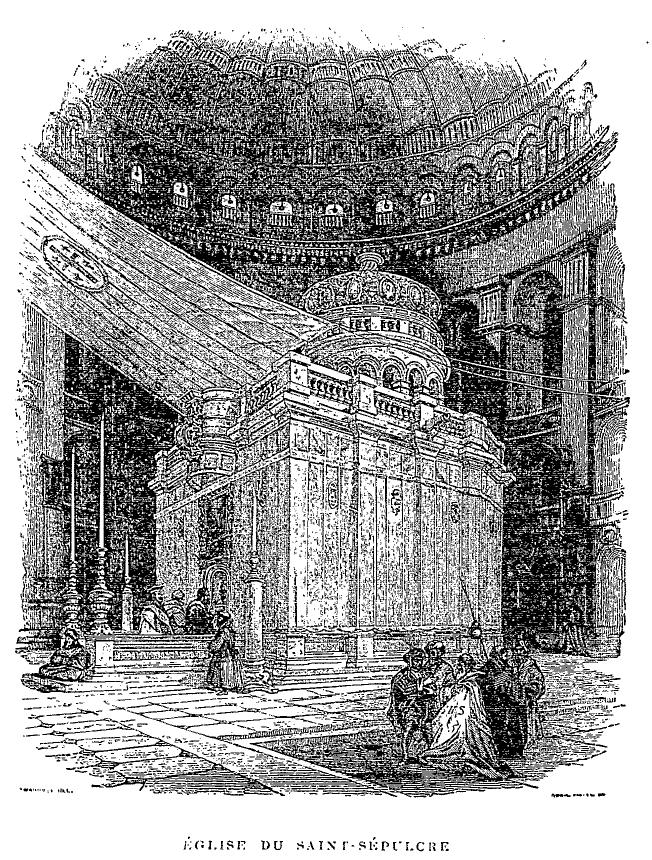
Eglise du Saint-Sépulcre reproduite dans Itinéraire de Paris à Jérusalem de Chateaubriand (1828)

En 1483, Bernhard von Breydenbach, doyen de la Cathédrale Saint-Martin de Mayence fait un voyage à Jérusalem et au mont Sinaï. Il publie la relation Peregrinatio in terram sanctam en latin à Mayence, en 1486.
À partir du XVe siècle, le pèlerinage est l’objet de diverses critiques, notamment de la part d’Erasme et de Martin Luther. Les philosophes des Lumières abonderont par la suite en ce sens.

Avec le traité des capitulations signé en 1536 entre François Ier et Soliman le Magnifique, les chrétiens et les Juifs sont désormais tolérés à Jérusalem.

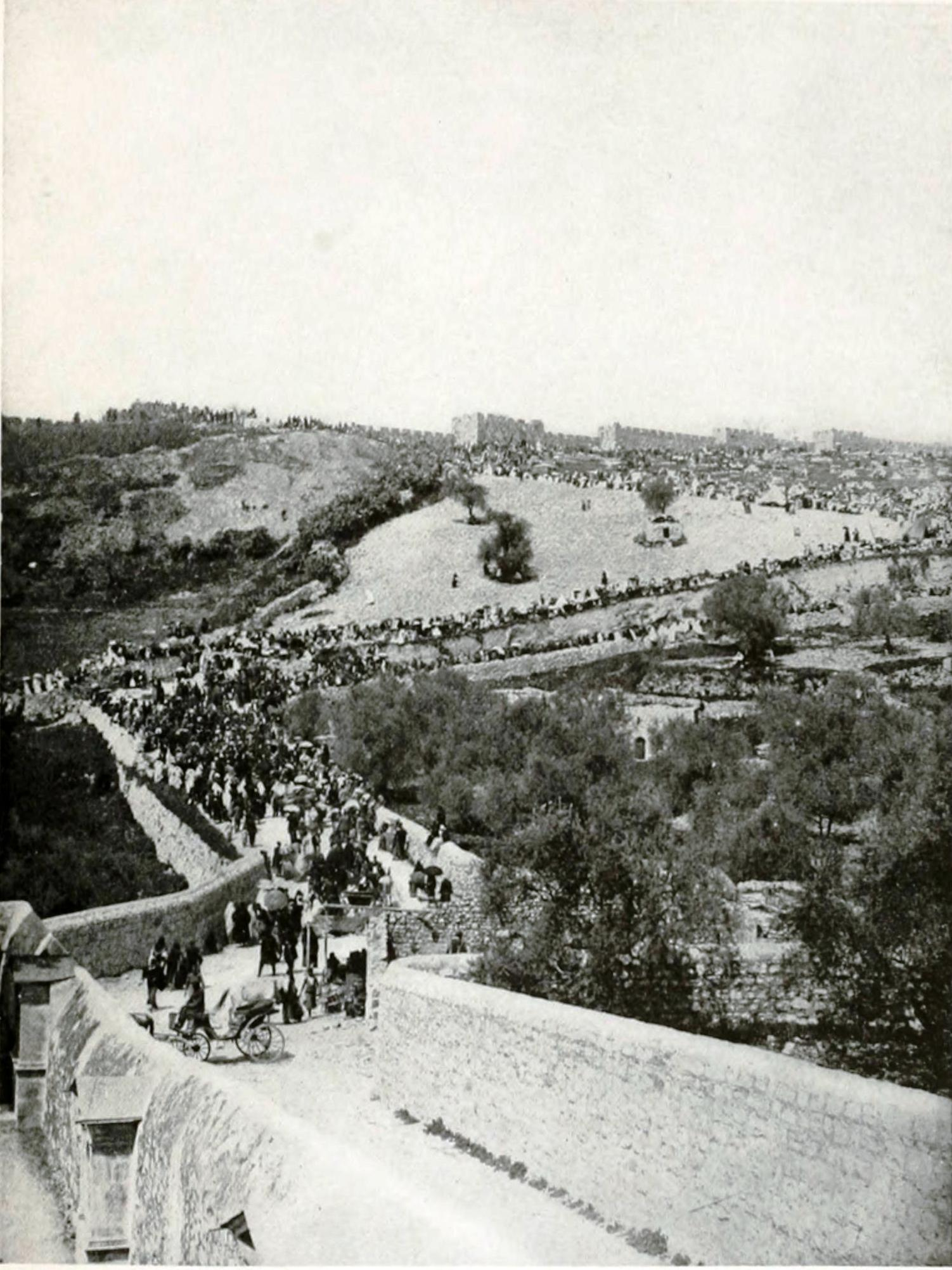
Pèlerinage de Pâques à Jérusalem en 1910

À partir de la fin du XVIIIe siècle, les voyageurs préfèrent découvrir les villes d'Italie plutôt que la Terre sainte : le pèlerinage religieux subit alors un fort ralentissement. Avec son Génie du christianisme (1802) puis son Itinéraire de Paris à Jérusalem (1811), Chateaubriand réhabilite le voyage chrétien en Orient. Le suivent notamment au XIXe siècle Lamartine, Flaubert ou Loti, pour les voyageurs les plus connus ; leurs périples donnent lieu à des récits de voyage où l'on explore plus que l'on ne pèlerine. 

## Époque contemporaine

### Accès
Les juifs et les chrétiens peuvent avoir librement accès à tous les lieux saints de Jérusalem depuis la guerre des Six jours de 1967, et des accords de responsabilité sont fixés avec les musulmans.
Durant les célébrations juives dans l'actuel Israël, beaucoup de Juifs (et particulièrement les orthodoxes) habitant à Jérusalem ou à proximité vont assister aux offices de prière au Kotel (Mur des Lamentations), lieu le plus saint du judaïsme, afin de renouer avec les anciens pèlerinages, dans la mesure de leurs moyens.

### Syndrome de Jérusalem

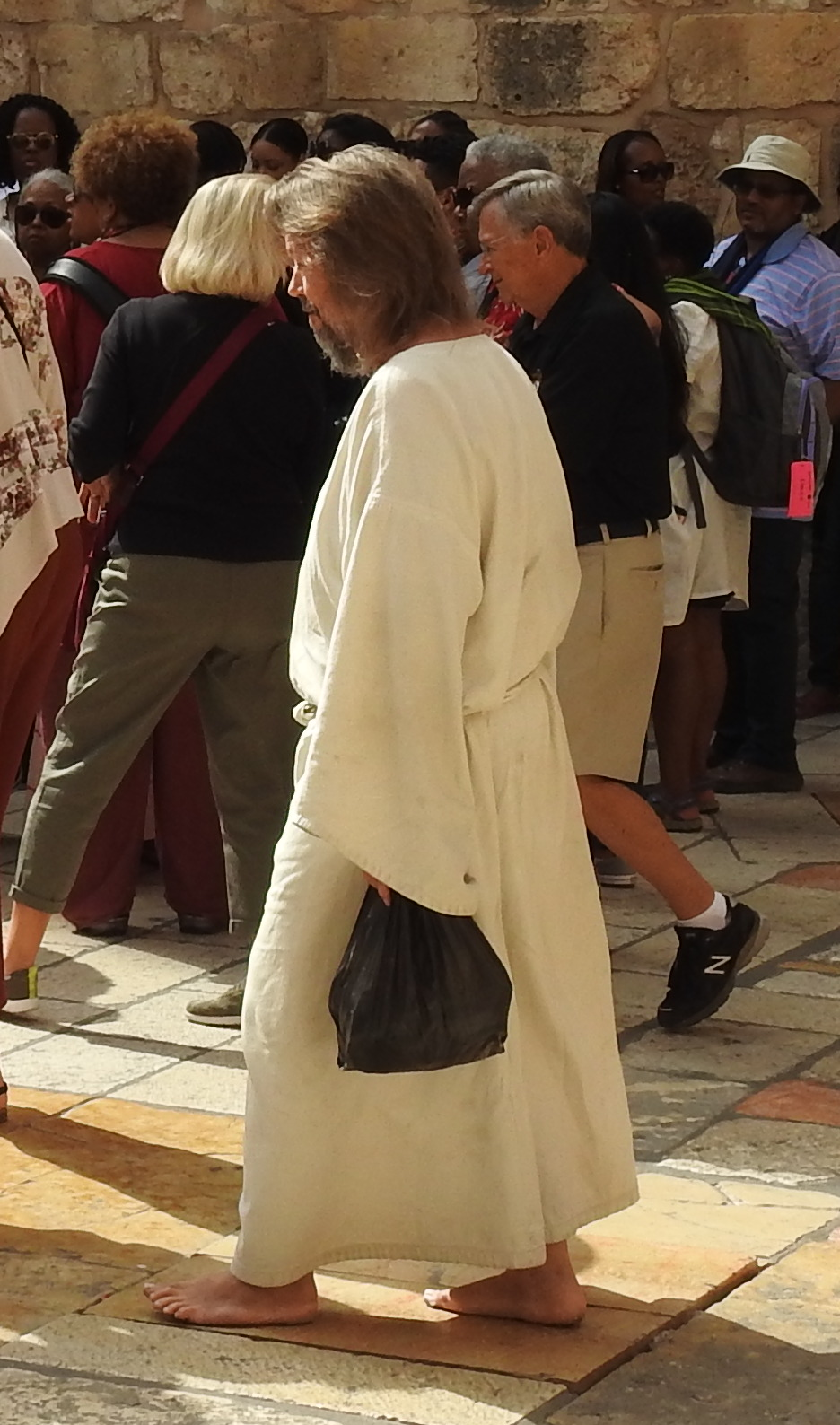
Homme pieds nus atteint du syndrome de Jérusalem.

Jérusalem attire chaque année de nombreux pèlerins mais aussi tous les mystiques de la planète, notamment lors des grandes fêtes religieuses (comme Pâques ou la célébration du Saint feu). À ces occasions, la police redoute des actions d'éclat tandis que les services de sécurité civile craignent les suicides collectifs et les personnes victimes du syndrome de Jérusalem.
Le docteur Yair Bar El, chef de clinique à l'hôpital psychiatrique Kfar Shaul (en) qui prend en charge ce syndrome, attribue ces crises à la déception. Des pèlerins, pour la plupart protestants, rêvent des années à cette visite en Terre sainte mais la grande richesse archéologique de Jérusalem reflète la période turque, croisée et byzantine sans aucune trace de l'ère pré-chrétienne et la plupart des sanctuaires chrétiens ont été soumis à la destruction, à la transformation ou à la défiguration au cours de leur histoire mouvementée. Comme la réalité n'est pas à la hauteur de leurs fantasmes, ils deviennent frustrés et se réfugient dans le délire.

## Sources bibliographiques
- Vincent Lemire (dir.), Katell Berthelot, Julien Loiseau et Yann Potin, Jérusalem : Histoire d'une ville-monde, Paris, Flammarion, coll. « Champs Histoire », 2016, 544 p. (ISBN 978-2-08-138988-5, lire en ligne).
- (en) J. Wilkinson, Jerusalem Pilgrims before the Crusades, Jérusalem, 1977
- (en) Kobi Cohen-Hattab, Noam Shoval, Tourism, Religion and Pilgrimage in Jerusalem, Routledge, 2014, 220 p. (lire en ligne)